# Arthrocarpum gracile
Chapmannia gracilis là một loài thực vật có hoa trong họ Đậu. Loài này được Balf.f. mô tả khoa học đầu tiên.